# Doce
Doce (portugalsky Rio Doce) je řeka v Brazílii (Minas Gerais, Espírito Santo). Je přibližně 600 km dlouhá. Povodí má rozlohu 87 000 km².

## Průběh toku
Vzniká soutokem řek Piranga a Šopoto, které stékají ze severních výběžků pohoří Serra da Mantiqueira. Až k městu Aimorés protéká horskou a kopcovitou krajinou, kde v korytě vytváří množství peřejí a vodopádů. Ústí do Atlantského oceánu u města Vila de Regência.

## Vodní režim
Nejmenší průtok vody má v zimě. V létě dochází k prudkým povodním.

## Ekologická katastrofa

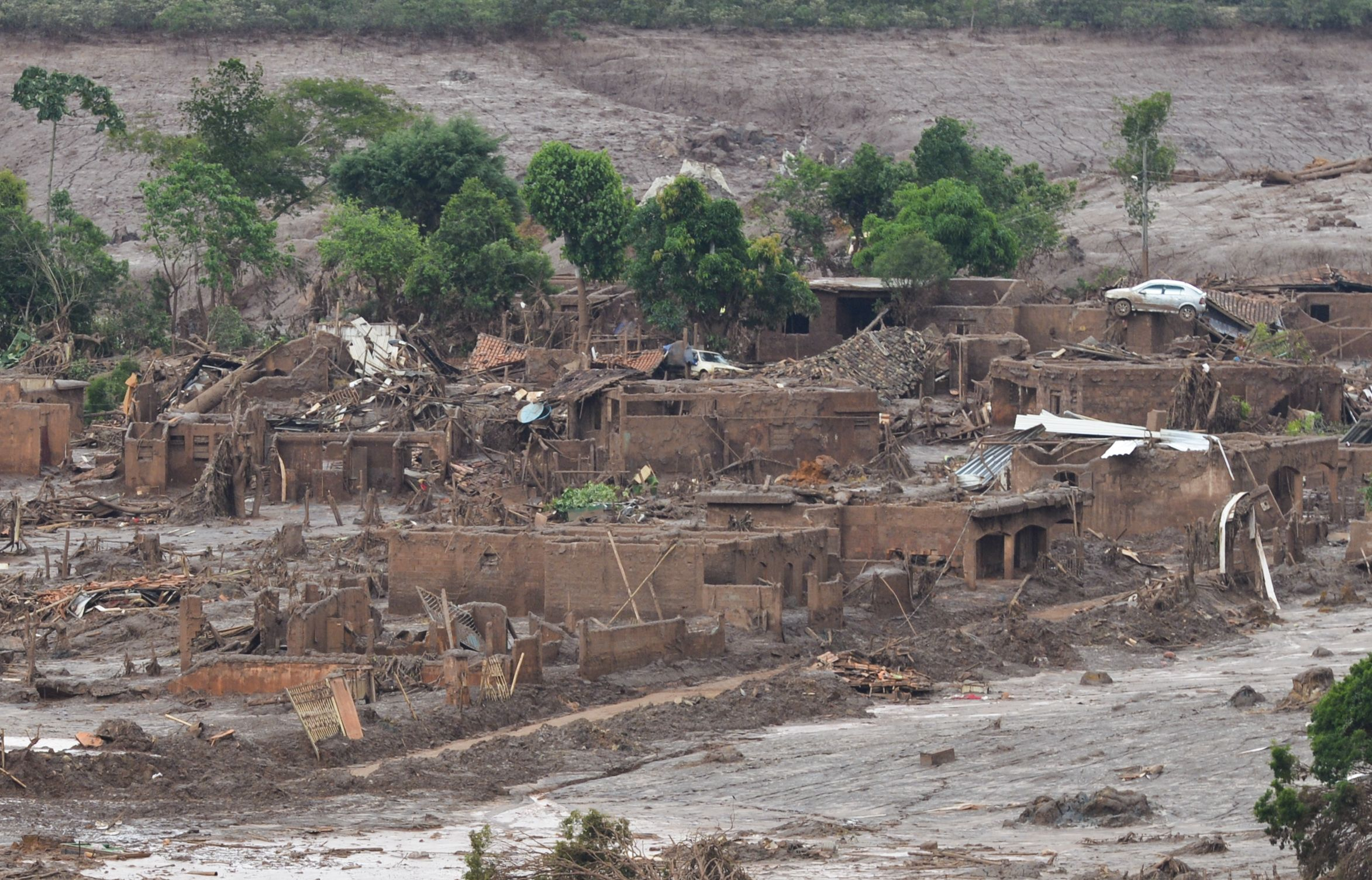
Vesnice, kterou protekl toxický kal (stát Minas Gerais)

Počátkem listopadu 2015 v důlní společnosti na jihovýchodě Brazílie došlo k jedné z nejhorších ekologických havárií v dějinách země. V důlním komplexu Germano se protrhly odpadní nádrže s toxickým kalem obsahujícím mj. rtuť či arsen.
Toxický kal smíšený s vodou řeky Doce se za dva týdny dostal k ústí Atlantiku na východě Brazílie, vzdálenému asi 500 km od místa neštěstí. V řece kvůli němu vyhynulo několik druhů organismů, ohrožené ryby lidé umisťují do nádrží. V oceánu hrozí nebezpečí např. velrybám, delfínům či již tak kriticky ohroženým želvám kožatkám velkým. "Přísun živin v celém potravním řetězci ve třetině jihovýchodní části Brazílie a polovině jižního Atlantiku bude narušen nejméně na sto let," uvedl mořský biolog Anres Ruchi.
Při neštěstí zemřelo 11 lidí, dalších 12 zůstává nezvěstných. Vlastníci důlní společnosti Samarco dostali pokutu ve výši miliardy realů (6,6 miliardy korun), škody včetně nákladů na vyčištění oblasti se však budou pohybovat v řádu několik miliard dolarů. Příčiny havárie se vyšetřují.